# Rothaus Regio-Tour
La Rothaus Regio-Tour és una cursa ciclista per etapes que es disputa a Alemanya, Suïssa i França. La primera edició es disputà el 1985 i el 2005 entrà a formar part de l'UCI Europe Tour, amb una categoria 2.1. Entre els grans vencedors que han guanyat la cursa hi ha Jan Ullrich, Aleksandr Vinokúrov, Andreas Klöden, Mario Cipollini i Viatxeslav Iekímov.
Fins al 2001 la cursa s'anomenava Regio-Tour, però el 2002 agafà el nom del seu patrocinador princial, la cervesa alemanya Rothaus.
El 2009 l'organització va decidir limitar l'edat dels participants a menors de 19 anys, en lloc dels professionals. El motiu fou la gran quantitat de casos de dopatge que hi havia hagut en el ciclisme alemany.

## Palmarès
| Any          | Vencedor              | Segon                  | Tercer               |
| ------------ | --------------------- | ---------------------- | -------------------- |
| 1985         | Uli Rottler           | Andreas Kappes         | Christian Henn       |
| 1986         | Flavio Vanzella       | Massimo Podenzana      | Pascal Lance         |
| 1987         | Mario Cipollini       | Laurent Eudeline       | Peter Gansler        |
| 1988         | Viatxeslav Iekímov    | Michael Schenk         | Severin Kurmann      |
| 1989         | Falk Boden            | Kai Hundertmarck       | Rolf Aldag           |
| 1990         | Alexandr Shefer       | Jens Heppner           | Andrei Teteriuk      |
| 1991         | Alexander Kastenhuber | Erik Dekker            | Roland Baltisser     |
| 1992         | Dainis Ozols          | Thomas Fleischer       | Vladislav Bóbrik     |
| 1993         | Pascal Hervé          | Erich Spuler           | Aleksandr Vinokúrov  |
| 1994         | Laurent Brochard      | Lars-Christian Johnsen | Christophe Mengin    |
| 1995         | Roberto Pistore       | Gianluca Pianegonda    | Uwe Peschel          |
| 1996         | Jan Ullrich           | Jens Heppner           | Piotr Ugriúmov       |
| 1997         | Viatcheslav Djavanian | Patrick Jonker         | Roland Meier         |
| 1998         | Mirko Celestino       | Rodolfo Ongarato       | Emanuele Lupi        |
| 1999         | Grischa Niermann      | Michael Rich           | Nicola Loda          |
| 2000         | Filippo Simeoni       | Ivan Basso             | Andreas Klöden       |
| 2001         | Patrice Halgand       | Ruslan Ivanov          | Gilles Bouvard       |
| 2002         | Laurent Brochard      | Andreas Klöden         | Markus Zberg         |
| 2003         | Volodímir Hústov      | Ronny Scholz           | Cristian Moreni      |
| 2004         | Aleksandr Vinokúrov   | Stephan Schreck        | Andrei Kàixetxkin    |
| 2005         | Nico Sijmens          | Torsten Hiekmann       | Maxime Monfort       |
| 2006         | Andreas Klöden        | Michael Rogers         | Danilo Hondo         |
| 2007         | Moisés Dueñas         | Mikhaïl Ignàtiev       | Andrei Kunitski      |
| 2008         | Björn Schröder        | Markus Fothen          | Manuel Vázquez       |
| Prova júnior |                       |                        |                      |
| 2009         | Ron Pfeifer           | Tassilo Fricke         | Jasha Sütterlin      |
| 2010         | Mario Vogt            | Mathias Plarre         | Derk Abel Beckeringh |
| 2011         | Bradley Linfield      | Richard Dijkshoorn     | Guillaume Martin     |
| 2012         | Piotr Havik           | Niklas Eg              | Søren Andersen       |